# Miconia scabra
Miconia scabra är en tvåhjärtbladig växtart som beskrevs av Célestin Alfred Cogniaux. Miconia scabra ingår i släktet Miconia och familjen Melastomataceae. IUCN kategoriserar arten globalt som akut hotad.
Artens utbredningsområde är Ecuador. Inga underarter finns listade i Catalogue of Life.